# Helmut Kutin
Helmut Kutin, né le 4 octobre 1941 à Bolzano (Tyrol du Sud, Italie) et mort le 23 avril 2024 à Bangkok (Thaïlande), est un responsable social autrichien et président de SOS Villages d'enfants International de 1986 à 2012.

## Biographie
Helmut Kutin est né en 1941 à Bolzano, dans le Tyrol du Sud, en Italie. Il devient orphelin et rejoint à l'âge de 12 ans en 1953 le premier SOS Villages d'enfants au monde à Imst, dans le Tyrol, en Autriche.
Il devient président pendant 27 ans de SOS Villages d'enfants International, succédant au Dr Hermann Gmeiner, fondateur de SOS Villages d'enfants.
Au cours de sa présidence, Helmut Kutin crée le premier SOS Villages d'enfants vietnamien à Go Vap à Saigon, les deux premiers villages de la République populaire de Chine et fonde près de deux cents SOS Villages d'enfants dans le monde. Son engagement s'est étendu au soutien des enfants réfugiés tibétains en exil. Il a rencontré le dalaï-lama et Jetsun Pema à plusieurs reprises. SOS Villages d'enfants soutient les écoles de la Fondation Tibetan Homes ainsi que l'école du Villages d'enfants tibétains (TCV) depuis sa création en 1962, ainsi que l'école SOS TCV Ladakh.